# Manoel José Gomes de Freitas
Manoel José Gomes de Freitas (Canguçu, 1811 – Piratini, 1888) foi um político, historiador e escritor brasileiro, notável pela atuação na vida pública do Rio Grande do Sul durante o século XIX.

## Biografia
Foi vereador, juiz municipal, delegado de polícia e deputado provincial. Presidiu a Câmara Municipal de Piratini por doze anos consecutivos, período em que promoveu obras de infraestrutura urbana como a construção do novo cemitério, da cadeia e da sede da câmara, formando um quarteirão de 30 metros por lado.
Foi nomeado oficial da Ordem da Rosa por carta imperial de 24 de julho de 1849, e ocupou o cargo de 6º vice-presidente da Província do Rio Grande do Sul entre 1875 e 1879.
Exerceu papel relevante em disputas políticas locais, sendo inicialmente ligado ao partido conservador. Mais tarde, durante a formação do partido progressista, optou por manter-se fiel às ideias originais, mesmo com o afastamento político de seu cunhado, o coronel Gaspar Gomes Dias.
Perdeu a visão de ambos os olhos em decorrência de amaurose. Continuou, entretanto, escrevendo e mantendo correspondência até seus últimos anos.

## Obras
Publicou e organizou compilações históricas e geográficas, destacando-se:
- Apontamentos dos factos directos ou relativos à história do Brazil
- Lista de batalhas desde 758 a.C. até 1866
- Bosquejo das nações e personagens notáveis da história universal e pátria (em dois volumes)
- Apontamentos históricos e geográficos da província do Rio Grande do Sul

As duas primeiras obras foram publicadas em folhetins no Diario do Rio Grande. As demais permaneceram inéditas.
O trabalho de Freitas recebeu elogios do barão Homem de Mello, que afirmou: “...tão útil como abundante de factos notáveis, muito deles inteiramente desconhecidos”.

## Homenagens
Uma rua em Piratini recebeu o nome de Rua Comendador Freitas em sua homenagem, por iniciativa de adversários políticos, o que demonstrou o respeito que sua figura inspirava.